# Фелікс Нарті
Фелікс Нарті (англ. Felix Nartey) — соціальний підприємець Гани та відкритий захисник, якого в серпні 2017 року засновник Вікіпедії Джиммі Вейлз на Вікіманії назвав Вікімедійцем року. Він є керівником та співзасновником Creative Commons Ghana, а також співзасновником Відкритого фонду Західна Африка.

## Життєпис
Фелікс Нарті народився в місті Тема, Гана. Закінчив середню школу Папи Іоанна у 2008 році та Центральний університет, де здобув ступінь бакалавра в галузі банківської справи та фінансів у 2013 році, а станом на 2017 рік отримав диплом маґістра в Університеті прикладних наук Анхальта. Під час навчання в Центральному університеті він був призначений послом Google для студентів. Ця посада підвищила його інтерес до технологій.

## Кар'єра
Після бакалаврата він став банкіром і добровільно працював на інших посадах.Нарті працював менеджером спільноти Вікімедіа у Гані.Пізніше він був співзасновником Відкритого фонду Західна Африка — некомерційної організації, метою якої є заохочення до створення вмісту за відкритими ліцензіями.
З серпня 2017 року Нарті працює глобальним координатором бібліотеки Вікіпедії при Фонді Вікімедії. Він також є членом тимчасової Ради глобальних мереж Creative Commons.

## Громадянська діяльність

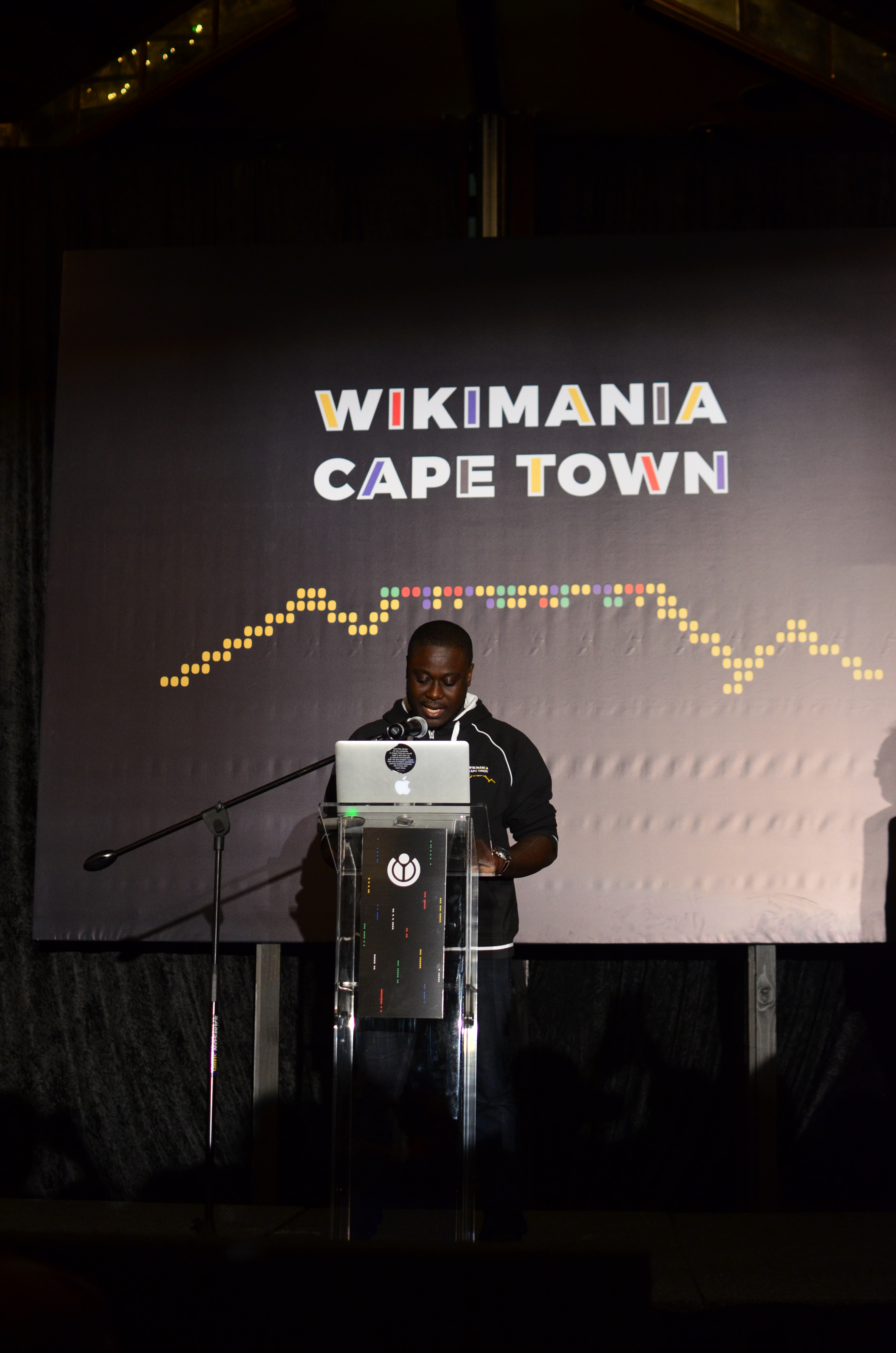
Промова Фелікса Нарті на Wikimania 2018

Нарті приєднався до руху Вікімедії у 2012 році. Він додає статті про свою батьківщину, Гану, та очолює декілька ініціатив щодо сприяння важливості редагування Вікіпедії, включаючи діяльність GLAM, Програму освіти у Вікіпедії, заходи, спрямовані на подолання ґендерного розриву у Вікіпедії.
Він був членом Консультативної групи з питань переходу Глобальної стратегії мережі Creative Commons та членом Редакційного комітету стратегії руху у Вікімедії.Він також був членом основної команди Firefox Africa Group.
У своєму присвяченні Вікімедієць року Джиммі Вейлз зазначив, що Нарті відігравав провідну роль в організації 2-ї конференції WikiIndaba 2017 року в Аккрі і критично ставився до розбудови місцевих громад в Африці.